# Semněvice
Semněvice (deutsch Hochsemlowitz) ist eine tschechische Gemeinde mit 153 Einwohnern im Okres Domažlice. Sie liegt circa zehn Kilometer nördlich der Stadt Horšovský Týn (Bischofteinitz) am südöstlichen Rand der Sedmihoří (Siebenberge). Nordöstlich von Semněvice entspringt die Chuchla.

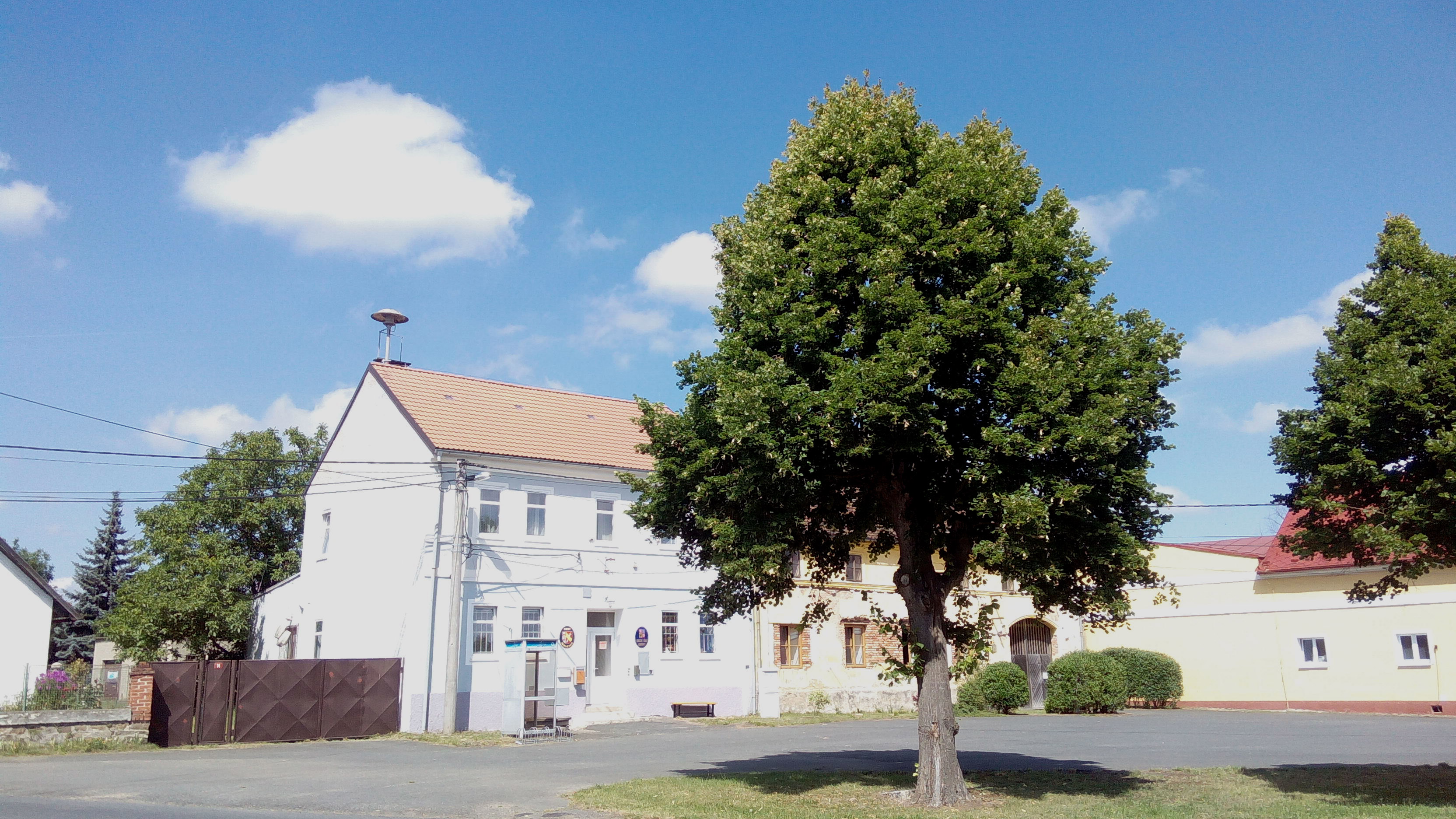
Rathaus in Semněvice

## Geschichte
Der erste schriftliche Nachweis über das Pfarrdorf erfolgte im Jahre 1264. Um 1900 wurde im Ort eine Hengststation eingerichtet und im Dorf wurde die Pferdezucht ansässig. Im Jahre 1939 hatte der Ort 226 Einwohner. Er war von der Landwirtschaft geprägt.
Nach dem Münchner Abkommen wurde Semněvice dem Deutschen Reich zugeschlagen und gehörte bis 1945 zum Landkreis Bischofteinitz.
1945/46 wurden die meisten deutschen Bewohner vertrieben.

## Persönlichkeiten
- Rudolf Leberl (* 1884 in Hochsemlowitz; † 1952 in Sulzbach an der Donau), Komponist und Musikpädagoge

## Gemeindegliederung
Die Gemeinde Semněvice besteht aus den Ortsteilen und Katastralbezirken
- Pocinovice (Potzowitz) mit 25 Einwohnern,
- Semněvice mit 117 Einwohnern
- Šlovice (Schlowitz), 11 Einwohner.